# Zuidoost-Duits voetbalkampioenschap 1921/22
In 1921/22 werd het elfde voetbalkampioenschap gespeeld dat georganiseerd werd door de Zuidoost-Duitse voetbalbond. Voor het eerst werd de titel niet beslecht via een knock-outtoernooi, maar kwam er een groepsfase. 
Na vier speeldagen stonden drie teams (Vereinigte Breslauer Sportfreunde, FC Viktoria Forst en FC Preußen Kattowitz) samen aan de leiding. Omdat de eindronde om de Duitse landstitel reeds op 21 mei van dat jaar begon was er geen tijd meer om alle drie de clubs tegen elkaar te laten spelen. Doordat de stad Kattowitz na het referendum in Opper-Silezië een jaar eerder aan Polen toebedeeld werd, besloot men om de andere twee teams te laten spelen voor de eindronde. Viktoria Forst won en ging naar de eindronde, waar ze in de eerste ronde verloren van SV Norden-Nordwest Berlin.
Later werd er toch nog om de Zuidoost-Duitse titel gespeeld, die de Breslauer Sportfreunde wonnen. 

## Deelnemers aan de eindronde
| Club                              | Gekwalificeerd als             |
| --------------------------------- | ------------------------------ |
| Vereinigte Breslauer Sportfreunde | Kampioen van Midden-Silezië    |
| FC Viktoria Forst                 | Vicekampioen van Neder-Lausitz |
| MTV 1920 Züllichau                | Kampioen van Neder-Silezië     |
| ATV 1847 Görlitz                  | Kampioen van Opper-Lausitz     |
| Preußen Kattowitz                 | Kampioen van Opper-Silezië     |

## Eindronde

### Groepsfase
| Plaats | Club                              | Wed. | W | G | V | Saldo | Ptn. |
| ------ | --------------------------------- | ---- | - | - | - | ----- | ---- |
| 1.     | Vereinigte Breslauer Sportfreunde | 4    | 3 | 0 | 1 | 19:3  | 6:2  |
| 2.     | FC Viktoria Forst                 | 4    | 3 | 0 | 1 | 20:4  | 6:2  |
| 3.     | FC Preußen Kattowitz              | 4    | 3 | 0 | 1 | 14:5  | 6:2  |
| 4.     | ATV 1847 Görlitz                  | 4    | 0 | 1 | 3 | 1:18  | 1:7  |
| 5.     | MTV 1920 Züllichau                | 4    | 0 | 1 | 3 | 1:25  | 1:7  |

|  | Play-off |

### Beslissende wedstrijd om de deelname aan de nationale eindronde
|             |                   |       |                                   |       |
| 14 mei 1922 | FC Viktoria Forst | 6 - 1 | Vereinigte Breslauer Sportfreunde | Forst |
| 14 mei 1922 |                   |       |                                   | Forst |

### Eindronde Titel

#### Halve finale
|              |                                   |       |                      |         |
| 25 juni 1922 | Vereinigte Breslauer Sportfreunde | 5 - 1 | FC Preußen Kattowitz | Cottbus |
| 25 juni 1922 |                                   |       |                      | Cottbus |

#### Finale
|                  |                                   |       |                   |          |
| 3 september 1922 | Vereinigte Breslauer Sportfreunde | 7 - 3 | FC Viktoria Forst | Liegnitz |
| 3 september 1922 |                                   |       |                   | Liegnitz |